# 太東海浜植物群落

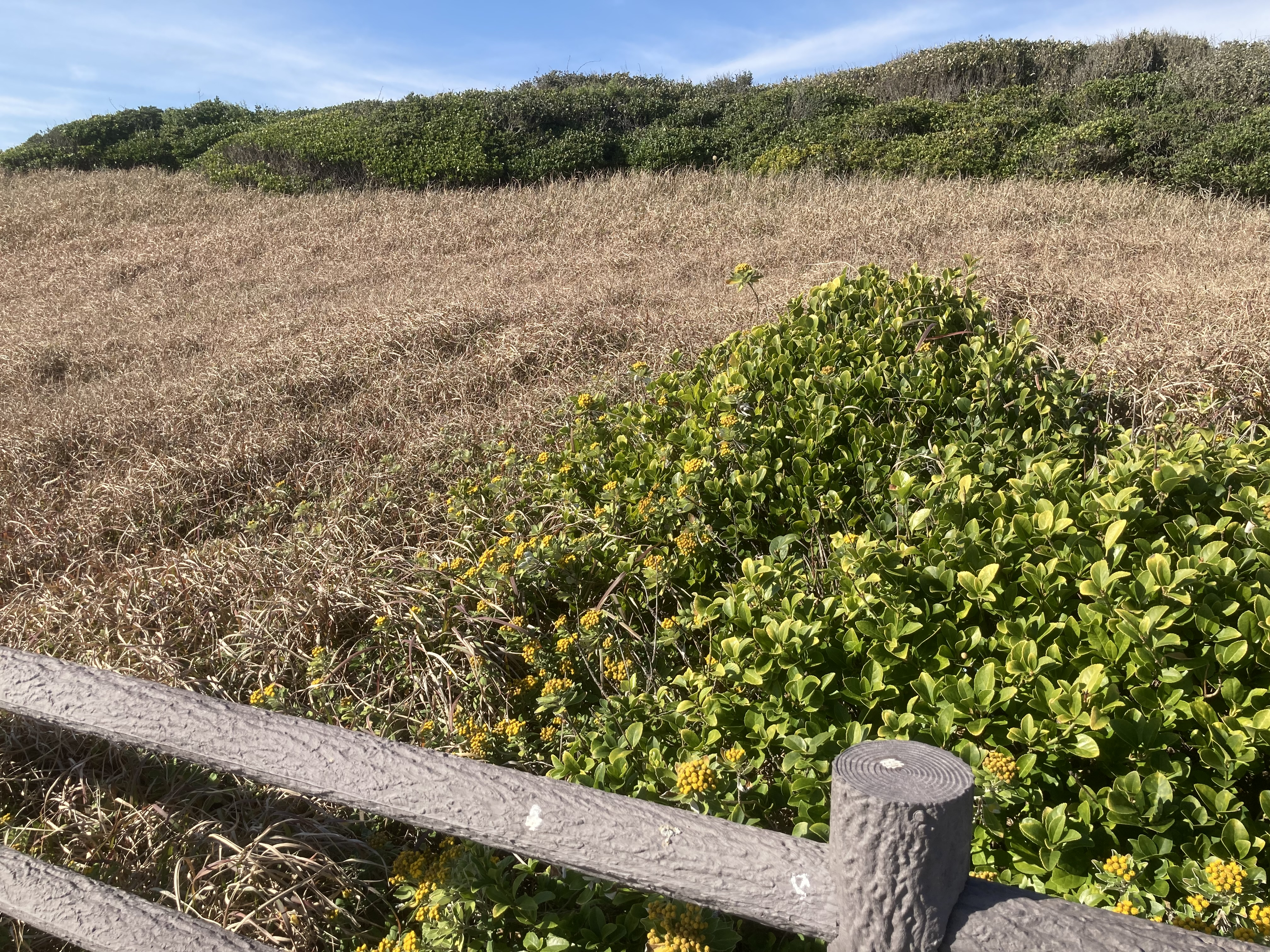
太東海浜植物群落。手前はイソギクの花。2023年12月18日撮影。

太東海浜植物群落（たいとうかいひんしょくぶつぐんらく）は、千葉県いすみ市岬町和泉4363周辺にある国の天然記念物に指定された海浜植物の群生地である。九十九里浜の南端太東岬の南、夷隅川の河口北に位置し、南房総国定公園に指定されている太東埼の一部を為す。面積は実測6526.12平方メートル。
1919年に制定された史蹟名勝天然紀念物保存法に基づき、成東・東金食虫植物群落などと共に1920年7月17日に国によって指定された、日本最初の天然記念物のうちの一つである。指定基準は「海岸及び沙地植物群落の代表的なもの」として。イソギクやスカシユリなどを始めとする約20種類の海浜特有の植物が群生している。かつてはその他にも、多種多様の海浜植物の植生が存在したが、海食や人間活動などにより、面積の縮小、植生の変容を余儀なくされている。

## 解説

### 群落の歴史と植生
1920年に国の天然記念物に指定された当初は、海岸線から砂丘にかけて、ケカモノハシ、オニシバ、ハマニンニク、コウボウシバ、コウボウムギ、ハマアカザ、ハマエンドウ、ハマハタザオ、ハマボウフウ、ハマヒルガオ、ネコノシタなどの30種類以上の海浜植物の群落があったと考えられており、天然の防風林であるとして、明治以降訪れた三好学、松村任三、中野治房、吉井義次などの生物学者らによって称賛されている。指定当初の記録では、「海浜固有の植物群落であって、特殊の生態系を示している。この地域は地理的に植物の種類が違い、また発生の有様にも差異があり、本邦中部におけるこの類の代表である。」と評価されている。1933年の中野治房の著書でも、特色ある群落が形成されており研究に向いている旨が述べられている。しかし、大正時代末期以降、地盤沈下や、激しい海食により、海岸線の位置が100メートル以上後退したことで、群落の大部分が消失し、群落の面積は最初の5ヘクタールほどから約0.6ヘクタールへと縮小している。海中となってしまった一部の群落は1985年12月に天然記念物への指定を解除された。

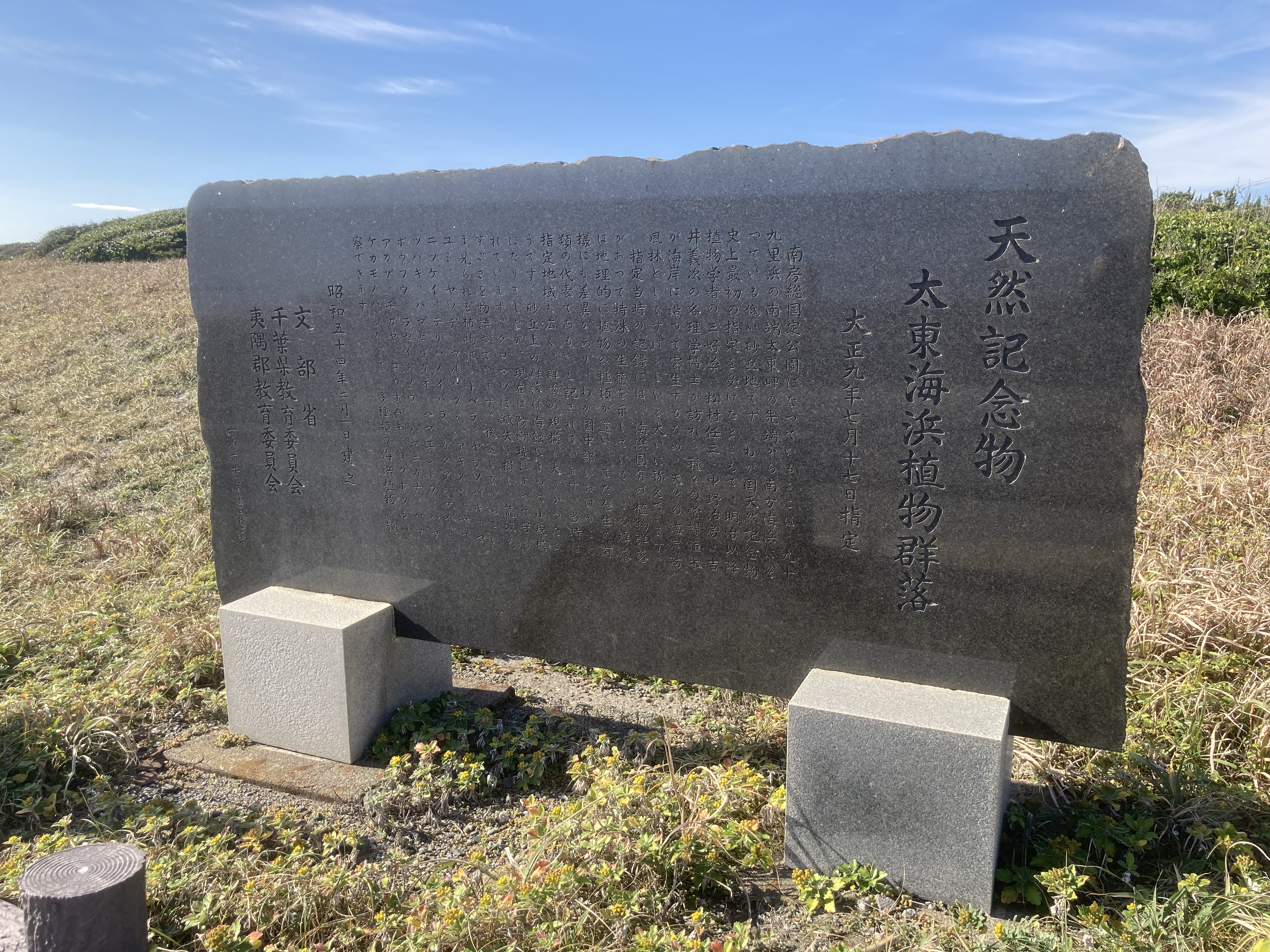
群落東側に建てられた石碑。「市原市牛久原地石材店刻」とある。2023年12月18日撮影。

海食の被害を抑えるため、護岸工事が行われたが、その結果群落が発達する砂浜は消失し、群落は護岸の内側の柵の中に保存され、完全に海浜と分断された。柵の内側には、海に面した側にイソギク、ハチジョウススキ、スカシユリ、ハマヒルガオ、ハマエンドウなどの草本群落がある。スカシユリやハマヒルガオは6月に一面に開花する。群落前面のイソギクは秋から初冬にかけて開花する。一方で同時に、護岸工事とそれに伴う地面舗装や周辺で活動する人間の影響とにより、ヒメムカシヨモギ、セイタカアワダチソウ、コメツブウマゴヤシ、セイヨウタンポポ、ヒメヒオウギズイセンなどの帰化植物が入り込んでいる。1979年に、群落の外側に石碑が立てられた。
草本群落の奥には、低木林が砂丘の上に形成されている。かつてはクロマツ林が発達しており、その下や前縁に生息していた低木が、クロマツ林が枯れて消失した後に、群落を発達させたものである。県の資料によれば、この種の砂丘の上に自然に成立した海岸林は、日本全国的にも珍しいと評価されている。

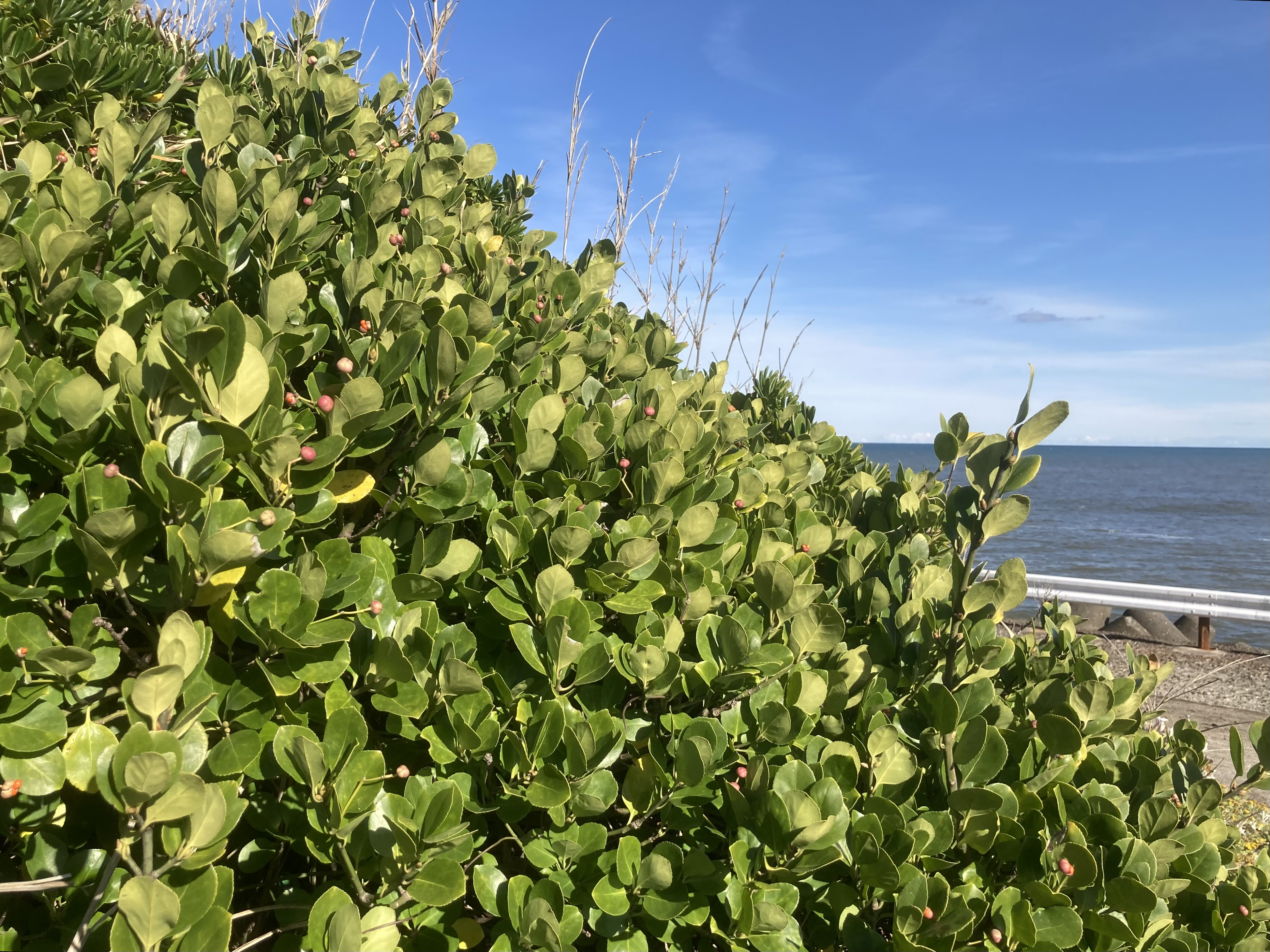
群落前面に自生するマサキの低木。赤い実が見られる。2023年12月18日撮影。

木本群落の高さは、海岸から奥に行くほど連続的に高くなる。林の後方部には、ヤブニッケイ、タブノキを中心として高さ5メートル程度にもなる群落が形成されているのに対し、海岸最前部には、マサキ、トベラ、マルバグミなどの常緑低木が主に群落を構成している。強い潮風の影響を受ける前部の樹木は低木を形成せざるを得ず、特に最前部の群落高は1メートルにも満たない。マサキの葉は大きくて丸い海岸型をしており、分布は海岸から後方になるほど少なくなる。トベラは全体的に分布している。トベラ、ヤブニッケイ、ヤブツバキ、モチノキ、ヒメユズリハなどが密生している群落の辺りは、特に暗くなっている。
その他、オニヤブソテツ、ツワブキ、ラセイタソウ、ハマニガナ、コマツヨイグサ、ハマゼリなども植生がある。

### 動物など
初夏になると、群落の南側の夷隅川河口付近の砂浜にコアジサシが群れで飛来し、営巣を行う。コアジサシは、日本の環境省が取りまとめた絶滅の恐れのある野生動物に関するリストであるレッドリスト・レッドデータブックにおいて、絶滅危惧2類に位置づけられており、繁殖地の減少などを理由に個体数が減少している。コアジサシの繁殖地だと気づかずに人が立ち入ることによって、繁殖に影響が及ぼされることが懸念されている。

### ギャラリー

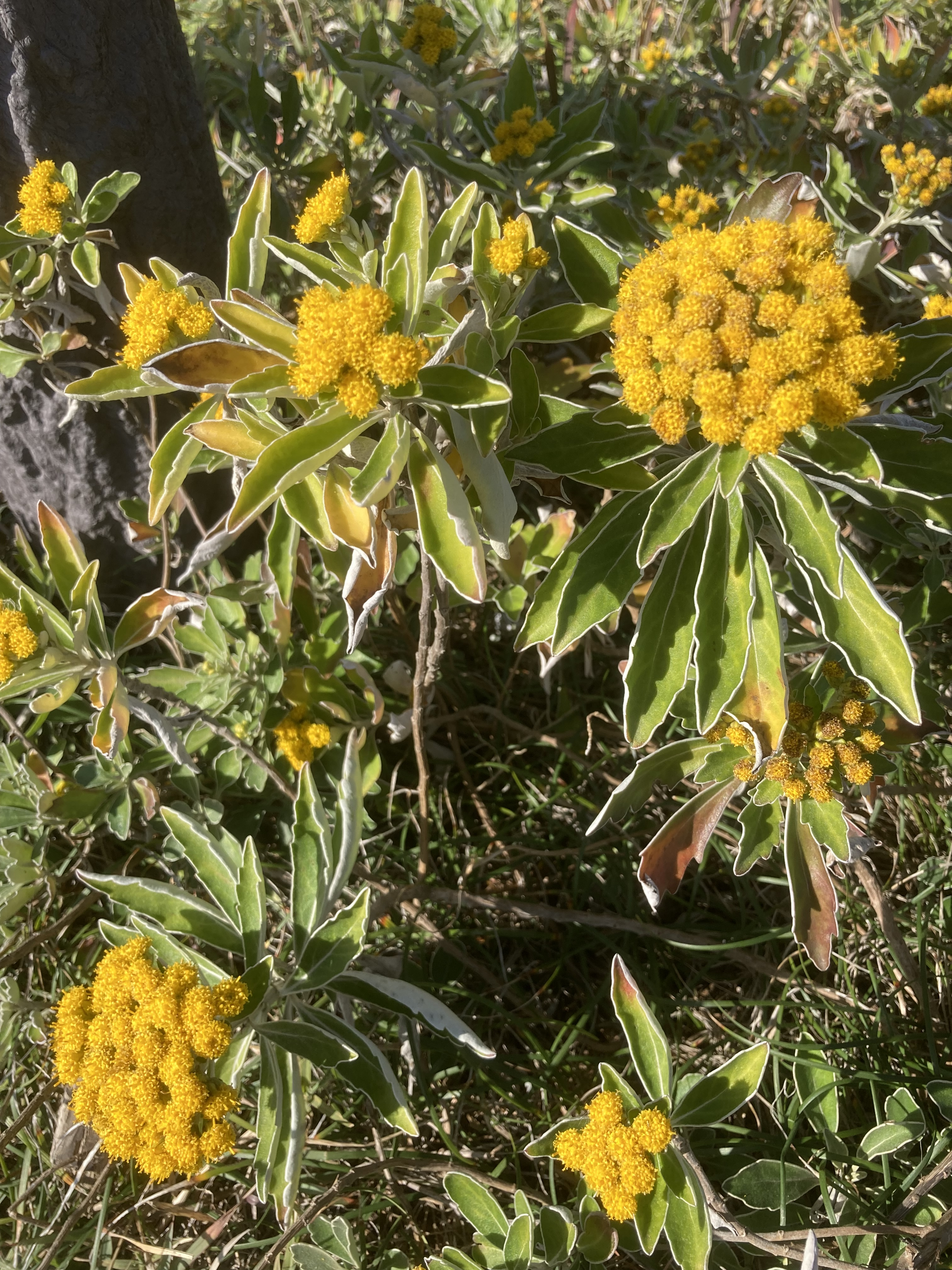
群落前面に自生するイソギクの花。秋から初冬にかけて開花する。
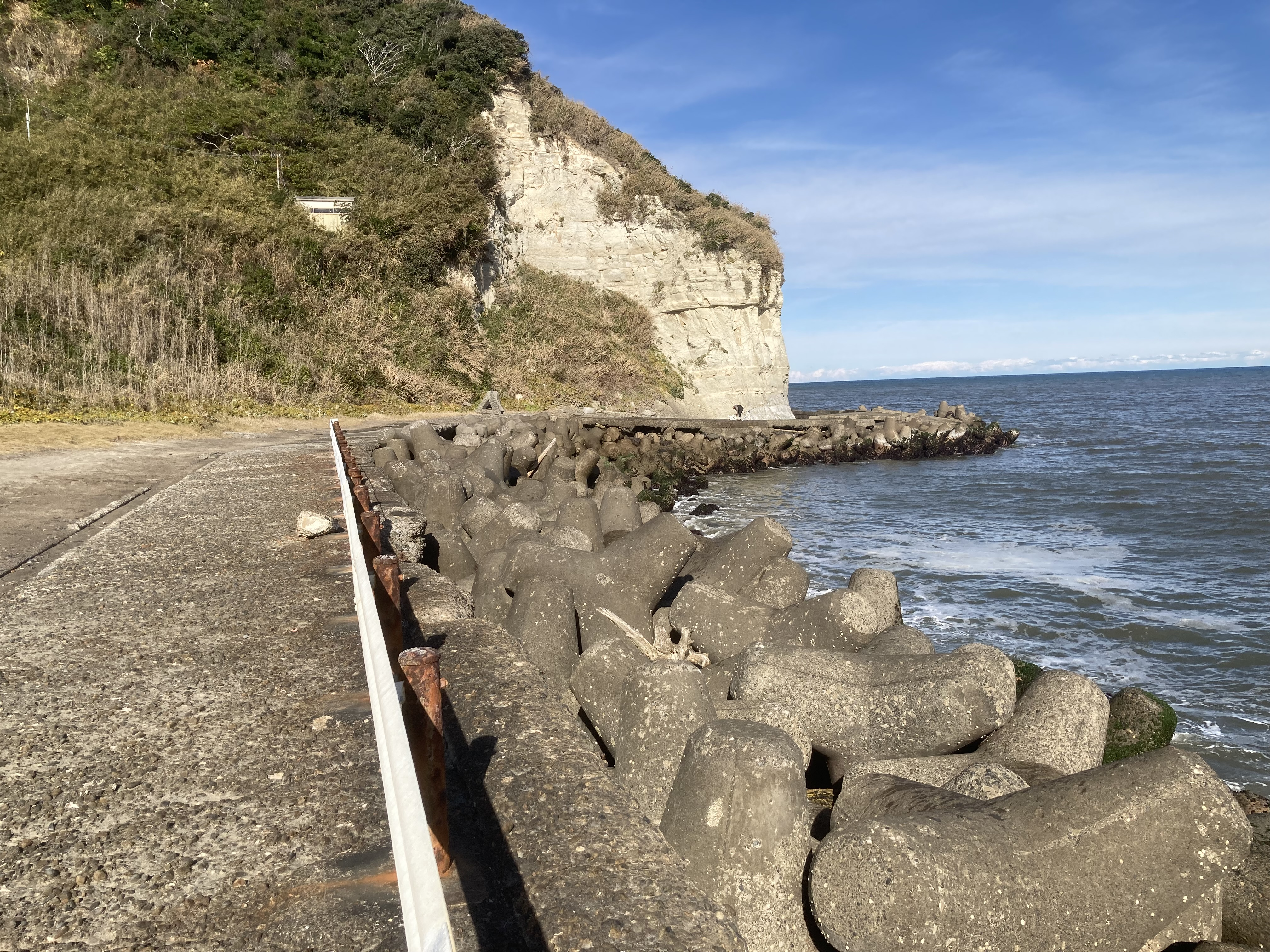
太東海浜植物群落に押し寄せる波。護岸工事が施されている。
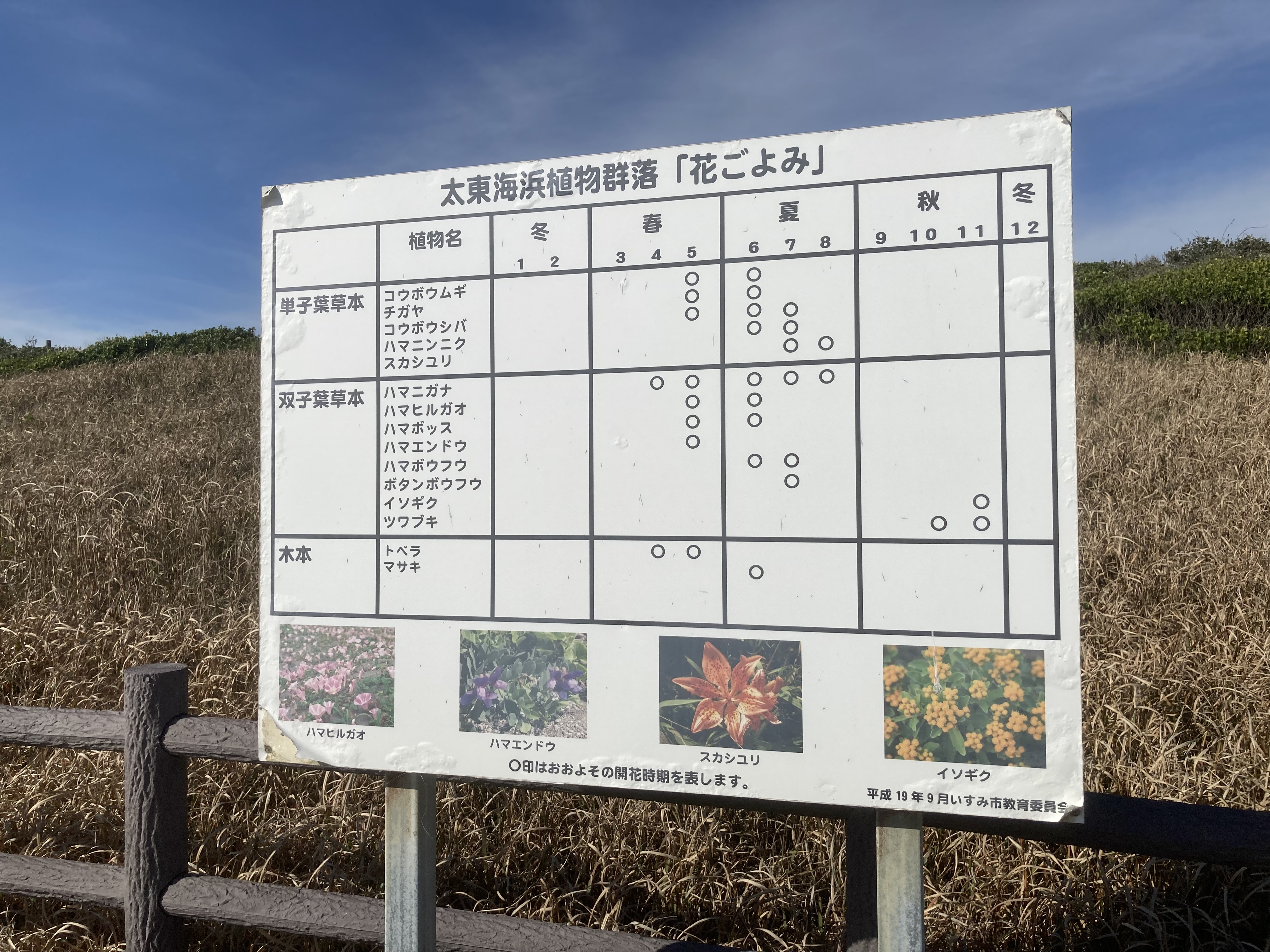
群落に咲く花の開花時期を示した看板。
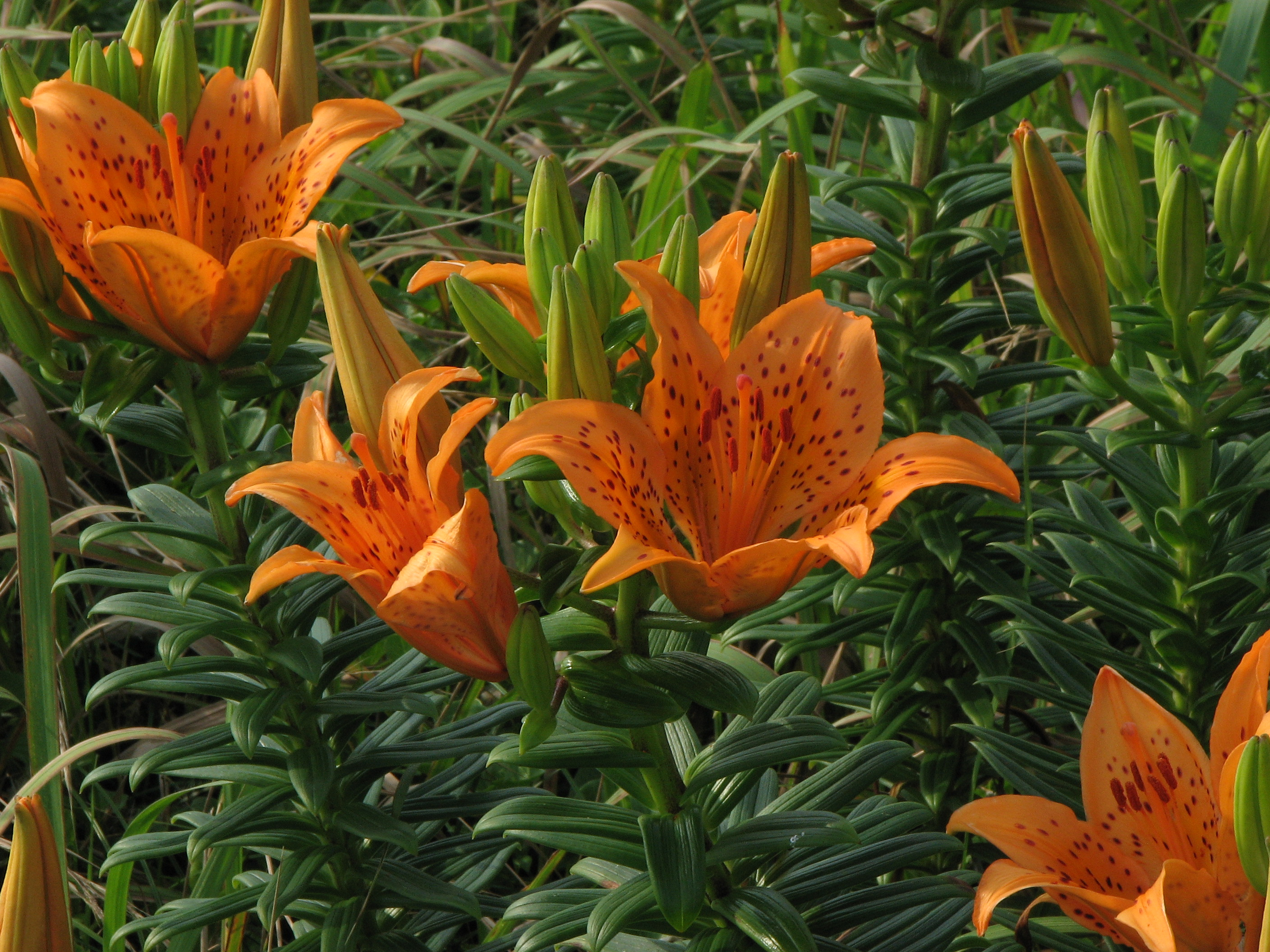
群落に咲くスカシユリ。

## 交通アクセス
所在地
- 千葉県いすみ市岬町和泉4363他[1]

交通
- JR東日本外房線太東駅下車、徒歩30分[7]から1時間弱[2]。
- 国道128号下り「太東灯台入口」信号を海側へ左折、そのまま海岸まで道なり約5分[3][7]。

## 参考資料
- 財団法人 千葉県史料研究財団 編『千葉県の自然誌 本編1 千葉県の自然』千葉県〈県史シリーズ40〉、1996年。
- 岬町史編さん委員会 編『岬町史』岬町、1983年。
- 千葉県教育委員会 編『千葉県の文化財』千葉県教育委員会、1990年。
- 千葉県教育庁 編『ふさの国の文化財総覧　第一巻』千葉県教育庁、2004年。
- 株式会社トラベル・メイツ 編『千葉県風土記 風土と文化』大杉書店、1980年。
- 沼田眞、大野正男 編『房総の生物』河出書房新社、1983年。